# My Cousin Rachel
My Cousin Rachel es una película dramática de 2017 escrita y dirigida por Roger Michell, basada en la novela de 1951 My Cousin Rachel de Daphne du Maurier. Está protagonizada por Rachel Weisz, Sam Claflin, Iain Glen, Holliday Grainger y Pierfrancesco Favino. Fue filmada en Inglaterra e Italia en la primavera de 2016 y trata sobre un joven en Cornualles que conoce a la esposa de su primo mayor, sospechando que ella fue responsable de su muerte.
La película fue lanzada en los Estados Unidos y el Reino Unido el 9 de junio de 2017 por Fox Searchlight Pictures. Weisz recibió críticas positivas por su desempeño como el personaje principal de la cinta.

## Reparto
- Rachel Weisz como Rachel Ashley.
- Sam Claflin como Philip.
- Iain Glen como Nick Kendall.
- Holliday Grainger como Louise Kendall.
- Andrew Knott como Joshua.
- Poppy Lee Friar como Mary Pascoe.
- Katherine Pearce como Belinda Pascoe.
- Tristram Davies como Wellington.
- Andrew Havill como Parson Pascoe.
- Bobby Scott Freeman como John.
- Harrie Hayes como Tess.
- Pierfrancesco Favino como Enrico Rainaldi.